# Yên Mỹ, Yên Mô
Yên Mỹ là một xã nằm ở trung tâm huyện Yên Mô, tỉnh Ninh Bình, Việt Nam.

## Địa lý
Xã Yên Mỹ nằm ở trung tâm huyện Yên Mô, cách trung tâm thành phố Ninh Bình 20 km, có vị trí địa lý:
- Phía đông giáp xã Yên Từ
- Phía nam giáp xã Yên Mạc
- Phía tây giáp xã Yên Thành
- Phía bắc giáp xã Yên Hưng.

Xã Yên Mỹ có diện tích 4,76 km², dân số năm 2019 là 4.654 người, mật độ dân số đạt 978 người/km².
Xã này có quốc lộ 12B (tỉnh lộ 480 cũ) nối từ Quốc lộ 1 tại Mai Sơn qua thị trấn Yên Thịnh đến Quốc lộ 10 tại Lai Thành.

## Văn hóa
Yên Mỹ là quê hương của Bí thư Xứ ủy Nam Kỳ Tạ Uyên. Đây cũng là xã được công nhận Anh hùng lực lượng vũ trang nhân dân Lưu trữ ngày 15 tháng 3 năm 2016 tại Wayback Machine ở Ninh Bình. Trong lịch sử đấu tranh cách mạng dưới sự lãnh đạo của Đảng Cộng sản Đông Dương, đất Lũ Phong (xã Quỳnh Lưu, Nho Quan) và đất Côi Trì (xã Yên Mỹ, Yên Mô) là hai nơi lập thành hai chi bộ cộng sảng đầu tiên của Ninh Bình.
Đại Nam nhất thống chí có nói đến "Trường Yên thất hào", bảy người Ninh Bình nổi danh đời Lê. Đó là Hiển trung đại phu Hoàng Trọng Cung người huyện Yên Khánh, Tham nghị Nguyễn Tử Dự người Giá Hộ (Hoa Lư), Thừa chính Nguyễn Đoan Tước người Phúc Am (thành phố Ninh Bình), Thị độc Ninh Thấu người Côi Trì (Yên Mỹ, Yên Mô), Hiến phó sứ Nguyễn Đình Chí, người Bồ Xuyên (Yên Thành, Yên Mô), Thiêm sự Trịnh Xuân người Yên Liêu (Khánh Thịnh, Yên Mô) và Tham chính Phạm Kiêm Huyền người Thiên Trì (Yên Mạc, Yên Mô).
Xã Yên Mỹ nằm bên tuyến kênh Nhà Lê, là tuyến đường thủy đầu tiên trong lịch sử Việt Nam từ kinh đô Hoa Lư đến Đèo Ngang và được xem là tuyến đường Hồ Chí Minh trên sông vì những đóng góp cho các cuộc chiến tranh của người Việt.